# Juninho Dry
Juninho Dry, född 30 juni 2019, är en fransk varmblodig travhäst. Han tränas av Sébastien Guarato och körs av Paul Philippe Ploquin.
Juninho Dry började tävla i juli 2021 och inledde med en galopp och tog därefter två raka vinster. Han har hittills sprungit in 529 020 euro på 37 starter, varav 6 segrar, 5 andraplats och 5 tredjeplatser. Han har tagit karriärens hittills största segrar i Prix Jacques de Vaulogé (2022) och Prix Victor Régis (2022). Han har även segrat i Prix Léopold Verroken (2022) och Prix Timoko (2021) där han slog storfavoriten Just A Gigolo som innan loppet varit obesegrad i sina fyra första starter. Han har även kommit på andraplats i Prix Guy Deloison (2022), Prix Ourasi (2023), Prix de Milan (2023) och på tredjeplats i Prix Charles Tiercelin (2023) och Prix Phaeton (2023).

## Statistik
| Statistik för Juninho Dry (Ref.) | Statistik för Juninho Dry (Ref.) | Statistik för Juninho Dry (Ref.) | Statistik för Juninho Dry (Ref.) | Statistik för Juninho Dry (Ref.) | Statistik för Juninho Dry (Ref.) |
| -------------------------------- | -------------------------------- | -------------------------------- | -------------------------------- | -------------------------------- | -------------------------------- |
| Starter                          | Placeringar                      | Startprissumma                   | Segerprocent                     | Platsprocent                     | Rekord                           |
| 37                               | 6-5-5                            | 529 020 euro                     | 16 %                             | 43 %                             | 1.10,6ak,                        |

### Större segrar
| År   | Lopp                    | Kusk                  | Vinstbelopp | Grupp   |
| ---- | ----------------------- | --------------------- | ----------- | ------- |
| 2021 | Prix Timoko             | Paul Philippe Ploquin | 36 000 EUR  | Grupp 3 |
| 2022 | Prix Léopold Verroken   | Paul Philippe Ploquin | 36 000 EUR  | Grupp 3 |
| 2022 | Prix Jacques de Vaulogé | Paul Philippe Ploquin | 54 000 EUR  | Grupp 2 |
| 2022 | Prix Victor Régis       | Paul Philippe Ploquin | 54 000 EUR  | Grupp 2 |

### Starter
| Nr | Datum             | Lopp                           | Bana                | Kusk                  | Tid     | Distans | Plac. | Vinstbelopp |
| -- | ----------------- | ------------------------------ | ------------------- | --------------------- | ------- | ------- | ----- | ----------- |
| -  | 12 maj 2021       | Kvallopp                       | Caen                | Sébastien Guarato     | 1.18,1a | 2 140 m | gdk   | 0 euro      |
| 1  | 14 juli 2021      | Prix la Rochejacquelein        | Les Sables d'Olonne | Gabriele Gelormini    | 0       | 2 150 m | Da    | 0 euro      |
| 2  | 31 juli 2021      | Prix Ker Miel                  | Les Sables d'Olonne | Paul Philippe Ploquin | 1.17,6a | 2 150 m | 1     | 5 400 euro  |
| 3  | 17 augusti 2021   | Prix de la Porte de Clichy     | Enghien             | Paul Philippe Ploquin | 1.17,5a | 2 250 m | 1     | 14 400 euro |
| 4  | 1 oktober 2021    | Prix Hekate                    | Vincennes           | Paul Philippe Ploquin | 1.18,0a | 2 200 m | 3     | 6 160 euro  |
| 5  | 29 oktober 2021   | Prix Louis Cauchois            | Vincennes           | Paul Philippe Ploquin | 1.16,6a | 2 200 m | 3     | 7 560 euro  |
| 6  | 5 december 2021   | Prix Timoko                    | Vincennes           | Paul Philippe Ploquin | 1.15,4a | 2 200 m | 1     | 27 000 euro |
| 7  | 25 december 2021  | Prix Emmanuel Margouty         | Vincennes           | Paul Philippe Ploquin | 0       | 2 175 m | Da    | 0 euro      |
| 8  | 9 januari 2022    | Prix Maurice de Gheest         | Vincennes           | Paul Philippe Ploquin | 1.15,5a | 2 700 m | 9     | 0 euro      |
| 9  | 22 januari 2022   | Prix Paul-Viel                 | Vincennes           | Paul Philippe Ploquin | 1.15,3a | 2 700 m | 4     | 9 600 euro  |
| 10 | 6 februari 2022   | Prix Léopold Verroken          | Vincennes           | Paul Philippe Ploquin | 1.14,8a | 2 100 m | 1     | 27 000 euro |
| 11 | 20 februari 2022  | Critérium des Jeunes           | Vincennes           | Paul Philippe Ploquin | 0       | 2 700 m | Da    | 0 euro      |
| 12 | 13 maj 2022       | Prix Paul Karle                | Vincennes           | Paul Philippe Ploquin | 1.14,1a | 2 700 m | 2     | 30 000 euro |
| 13 | 31 maj 2022       | Prix Kalmia                    | Vincennes           | Paul Philippe Ploquin | 1.11,7a | 2 175 m | 2     | 30 000 euro |
| 14 | 26 juni 2022      | Prix Albert-Viel               | Vincennes           | Paul Philippe Ploquin | 1.13,4a | 2 700 m | 3     | 28 000 euro |
| 15 | 20 augusti 2022   | Prix Abel Bassigny             | Vincennes           | Paul Philippe Ploquin | 1.12,5a | 2 175 m | 4     | 9 600 euro  |
| 16 | 3 september 2022  | Prix Jacques de Vaulogé        | Vincennes           | Paul Philippe Ploquin | 1.14,4a | 2 700 m | 1     | 54 000 euro |
| 17 | 18 september 2022 | Critérium des 3 ans            | Vincennes           | Paul Philippe Ploquin | Da      | 2 700 m | Da    | 0 euro      |
| 18 | 14 oktober 2022   | Europeiskt treåringschampionat | Vincennes           | Paul Philippe Ploquin | 1.11,6a | 2 100 m | 4     | 8 000 euro  |
| 19 | 29 oktober 2022   | Prix Victor Régis              | Vincennes           | Paul Philippe Ploquin | 1.12,1a | 2 175 m | 1     | 54 000 euro |
| 20 | 20 november 2022  | Prix Guy Deloison              | Vincennes           | Paul Philippe Ploquin | 1.13,4a | 2 700 m | 2     | 30 000 euro |
| 21 | 11 december 2022  | Prix de l'Étoile               | Vincennes           | Paul Philippe Ploquin | 1.13,3a | 2 100 m | 4     | 16 000 euro |
| 22 | 8 januari 2023    | Prix Charles Tiercelin         | Vincennes           | Paul Philippe Ploquin | 1.14,0a | 2 700 m | 3     | 16 800 euro |
| 23 | 29 januari 2023   | Prix Ourasi                    | Vincennes           | Paul Philippe Ploquin | 1.13,3a | 2 700 m | 2     | 75 000 euro |
| 24 | 11 februari 2023  | Prix Éphrem Houel              | Vincennes           | Paul Philippe Ploquin | 1.11,8a | 2 100 m | 7     | 1 200 euro  |
| 25 | 4 mars 2023       | Prix de Sélection              | Vincennes           | Paul Philippe Ploquin | 1.12,0a | 2 175 m | 5     | 12 000 euro |

## Stamtavla
| Efter Carat Williams | Prodigious      | Goetmals Wood      | And Arifant        |
| Efter Carat Williams | Prodigious      | Goetmals Wood      | Tahitienne         |
| Efter Carat Williams | Prodigious      | Imagiene d’Odyssee | Buvetier d’Aunou   |
| Efter Carat Williams | Prodigious      | Imagiene d’Odyssee | Battante d’Odyssee |
| Efter Carat Williams | Miss Williams   | Sancho Panza       | Chambon P          |
| Efter Carat Williams | Miss Williams   | Sancho Panza       | Dulcinne           |
| Efter Carat Williams | Miss Williams   | Quara Williams     | Gratius            |
| Efter Carat Williams | Miss Williams   | Quara Williams     | Lucrece Williams   |
| Undan Delicatessen   | The Best Madrik | Coktail Jet        | Ououky Williams    |
| Undan Delicatessen   | The Best Madrik | Coktail Jet        | Armbro Glamour     |
| Undan Delicatessen   | The Best Madrik | Lady Madrik        | Beisolo            |
| Undan Delicatessen   | The Best Madrik | Lady Madrik        | Elite Gede         |
| Undan Delicatessen   | Pretence        | Kaisy Dream        | Extreme Dream      |
| Undan Delicatessen   | Pretence        | Kaisy Dream        | Daisy Chain        |
| Undan Delicatessen   | Pretence        | Slave              | Jiosco             |
| Undan Delicatessen   | Pretence        | Slave              | Intime             |